# Denis O’Hare

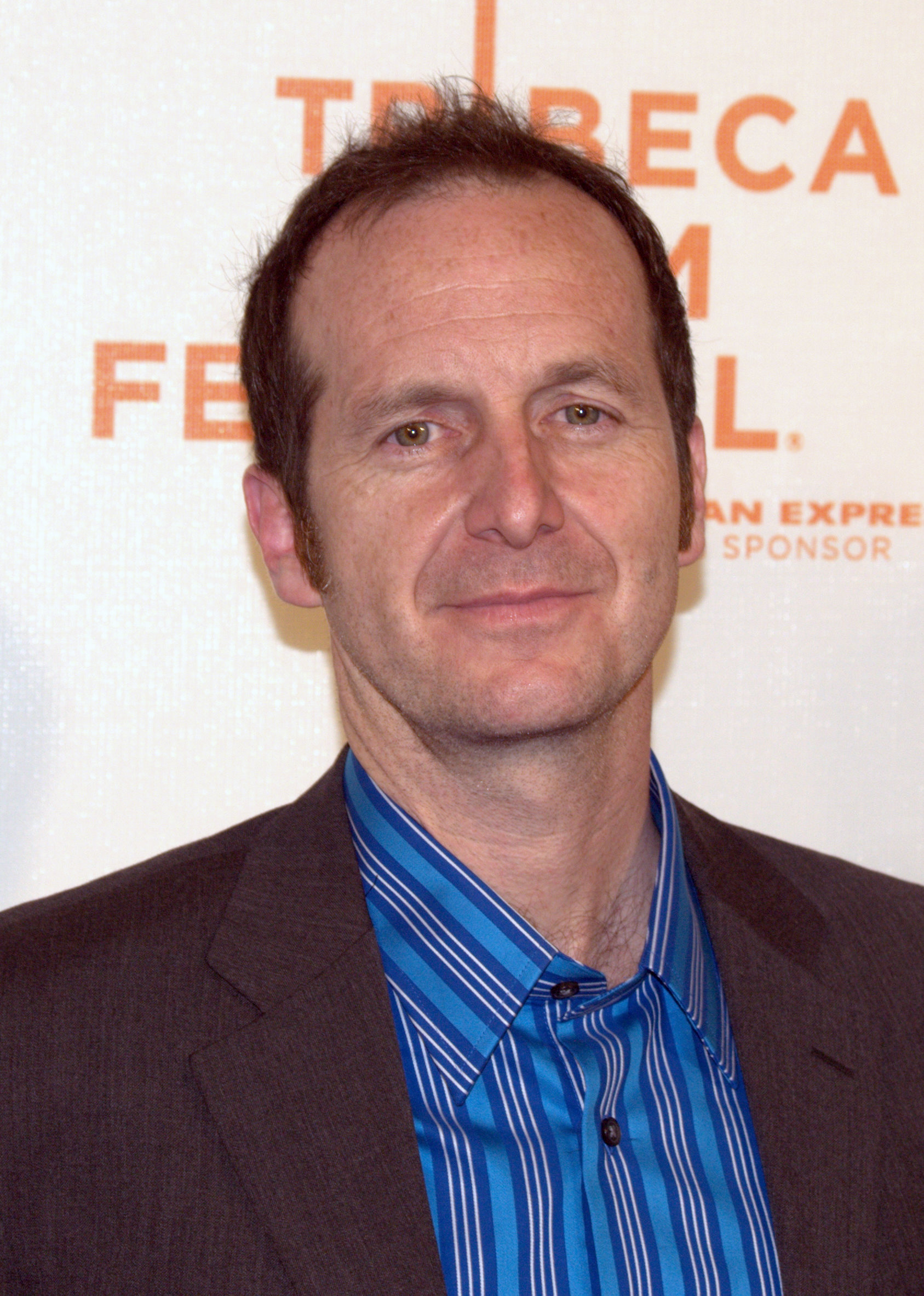
Denis O’Hare beim Tribeca Film Festival 2009

Denis Patrick Seamus O’Hare (* 16. Januar 1962 in Kansas City, Missouri) ist ein US-amerikanischer Schauspieler, bekannt durch seine Auszeichnung mit dem Tony Award für die Darstellung in dem Broadway-Theaterstück Take Me Out und seine Rolle als Russell Edgington in der Fernsehserie True Blood. Zuletzt spielte er Hauptrollen in der Horrorserie American Horror Story.

## Leben und Karriere

### Kindheit und Jugend
Denis O’Hare wurde am 16. Januar 1962 in Kansas City im US-Bundesstaat Missouri geboren und wuchs in Southfield, einem Vorort von Detroit, Michigan auf. Als er 15 Jahre alt war, zog seine Familie an den Wing Lake in Oakland. In seiner Jugend gehörte O’Hare dem Schulchor an und im Alter von zwölf hatte er seine erste Rolle in einer Produktion des Musicals Show Boat. Mit 18 zog er nach Chicago, um an der Northwestern University Theater zu studieren.

### Zeit am Theater
O’Hare blieb auch nach seinem Abschluss in Chicago und arbeitete dort als Bühnenschauspieler. 1992 zog er dann nach New York und gab dort nach einigen regionalen Produktionen unter der Regie von Richard Eyre sein Debüt am Broadway in dem Stück Racing Demon. Bald darauf spielte er in einer Neuinszenierung des Stücks Cabaret von Rob Marshall und Sam Mendes, die mit dem Tony Award ausgezeichnet wurde. Anschließend spielte er die Hauptrolle in einer Inszenierung von George Bernard Shaws Major Barbara. Seinen größten Erfolg am Broadway feierte Denis O’Hare 2003 als Mason Marzac in Richard Greenbergs Take Me Out. Für diese Rolle wurde er in der Kategorie Bester Schauspieler mit dem Tony Award, Drama Desk Award, Outer Critics Circle Award, Obie Award, Lucille Lortel Award und Broadway.com Audience Award ausgezeichnet. 2005 gewann er den Drama Desk Award als bester Nebendarsteller in Sweet Charity.

### Film und Fernsehen
Schon 1993 übernahm O’Hare eine kleine Nebenrolle in der Fernsehserie Die Abenteuer des jungen Indiana Jones. In den Folgejahren spielte er immer wieder kleine Nebenrollen, blieb aber hauptsächlich am Theater aktiv. Ab 2005 übernahm er vermehrt Nebenrollen. Einem breiteren Publikum wurde er durch seine Darstellungen in Der Krieg des Charlie Wilson und Milk bekannt. 2010 übernahm er die Rolle des Vampirkönigs Russell Edgington in der HBO-Fernsehserie True Blood. 2011 übernahm er in der ersten Staffel der Horror-Fernsehserie American Horror Story eine der Hauptrollen. In der dritten, vierten, fünften sowie sechsten Staffel gehörte er als Hauptdarsteller zur Stammbesetzung.

## Persönliches
Denis O’Hares Großvater wanderte 1920 von Irland in die USA ein. Er hat die amerikanische und irische Staatsbürgerschaft.
Er lebt seit seiner Highschoolzeit offen homosexuell und heiratete 2011 seinen Partner Hugo Redwood, einen Monat nachdem gleichgeschlechtliche Eheschließungen in New York erlaubt wurden.

## Filmografie (Auswahl)
- 1996: Law & Order S6 E21 (Selbstverteidigung)
- 1997: St. Patrick’s Day
- 1998: River Red
- 1999: Sweet and Lowdown
- 2001: Beziehungen und andere Katastrophen (The Anniversary Party)
- 2003: 21 Gramm (21 Grams)
- 2004: Garden State
- 2005: Entgleist (Derailed)
- 2005: Once Upon A Mattress
- 2005: Heights
- 2006: Half Nelson
- 2007: Der Krieg des Charlie Wilson (Charlie Wilson’s War)
- 2007: Awake
- 2007: The Babysitters
- 2007: Michael Clayton
- 2007: Ein mutiger Weg (A Mighty Heart)
- 2007: Rocket Science
- 2007: Trainwreck: My Life as an Idiot
- 2007–2009: Brothers & Sisters (Fernsehserie, zwölf Episoden)
- 2008: Milk
- 2008: Quarantäne (Quarantine)
- 2008: Der fremde Sohn (Changeling)
- 2008: Baby Mama
- 2008: Pretty Bird
- 2009: Selbst ist die Braut (The Proposal)
- 2009: Duplicity – Gemeinsame Geheimsache (Duplicity)
- 2009: An Englishman in New York
- 2009: Brief Interviews with Hideous Men
- 2009–2013: Good Wife (The Good Wife, Fernsehserie)
- 2010: Auftrag Rache (Edge of Darkness)
- 2010–2012: True Blood (Fernsehserie)
- 2011: J. Edgar
- 2011: Der Adler der neunten Legion (The Eagle)
- 2011, 2013–2016, seit 2021: American Horror Story (Fernsehserie)
- 2013: Dallas Buyers Club
- 2014: Der Richter – Recht oder Ehre (The Judge)
- 2014: The Normal Heart (Fernsehfilm)
- 2014: The Pyramid – Grab des Grauens (The Pyramid)
- 2014: Warte, bis es dunkel wird (The Town That Dreaded Sundown)
- 2017–2021: The Good Fight (Fernsehserie, 3 Episoden)
- 2017: Novitiate
- 2017: When We Rise (Fernsehserie, Folge 1x01)
- 2018: Lizzie Borden – Mord aus Verzweiflung (Lizzie)
- 2019: Late Night
- 2019: Swallow
- 2019: Der Distelfink (The Goldfinch)
- 2019: Der Tag wird kommen (The Day Shall Come)
- 2020: The Postcard Killings
- 2021: The Nevers (Fernsehserie)
- 2022: Infinite Storm
- 2023: American Horror Story (Fernsehserie)
- 2024: Largo Winch: Der Preis des Geldes (Largo Winch: Le prix de l'argent)

## Auszeichnungen
| Jahr | Preis                       | Kategorie                                         | Titel                               | Status    |
| ---- | --------------------------- | ------------------------------------------------- | ----------------------------------- | --------- |
| 1993 | Drama Desk Award            | Outstanding Actor in a Play                       | Hauptmann                           | Nominiert |
| 2003 | Broadway.com Audience Award | Favorite Featured Actor in a Broadway Play        | Take Me Out                         | Gewonnen  |
| 2003 | Clarence Derwent Award      | Most Promising Male Performer                     | Take Me Out                         | Gewonnen  |
| 2003 | Drama Desk Award            | Outstanding Featured Actor in a Play              | Take Me Out                         | Gewonnen  |
| 2003 | Drama League Award          | Distinguished Performance                         | Take Me Out                         | Nominiert |
| 2003 | Lucille Lortel Award        | Outstanding Featured Actor                        | Take Me Out                         | Gewonnen  |
| 2003 | Obie Award                  | Outstanding Performance                           | Take Me Out                         | Gewonnen  |
| 2003 | Outer Critics Circle Award  | Outstanding Featured Actor in a Play              | Take Me Out                         | Gewonnen  |
| 2003 | Tony Award                  | Best Performance by a Featured Actor in a Play    | Take Me Out                         | Gewonnen  |
| 2004 | Drama League Award          | Distinguished Performance                         | Assassins                           | Nominiert |
| 2004 | Tony Award                  | Best Performance by a Featured Actor in a Musical | Assassins                           | Nominiert |
| 2005 | Broadway.com Audience Award | Favorite Featured Actor in a Musical              | Sweet Charity                       | Nominiert |
| 2005 | Broadway.com Audience Award | Favorite Onstage Pair                             | Sweet Charity                       | Nominiert |
| 2005 | Drama Desk Award            | Outstanding Featured Actor in a Musical           | Sweet Charity                       | Gewonnen  |
| 2005 | Outer Critics Circle Award  | Outstanding Actor in a Musical                    | Sweet Charity                       | Nominiert |
| 2006 | Drama League Award          | Distinguished Performance                         | Sweet Charity                       | Nominiert |
| 2007 | Drama League Award          | Distinguished Performance                         | Inherit the Wind und A Spanish Play | Nominiert |